# 湯浅一郎
湯浅 一郎（ゆあさ いちろう、明治元年12月18日（1869年1月30日） - 昭和6年（1931年）2月23日）は、明治・大正・昭和戦前期の日本の洋画家。政治家・湯浅治郎の長男。湯浅八郎は弟。上野国（現・群馬県安中市）出身。

## 経歴
明治元年12月18日（1869年1月30日）、安中で醤油味噌の醸造販売を行う「有田屋」の長男として生まれる。
同郷の新島襄が開校した同志社英学校（現・同志社大学）を明治20年（1887年）に卒業した後、山本芳翠の生巧館画塾で学び、山本芳翠が画塾の経営から身を引くと、それを譲り受けた黒田清輝の天真道場に学んだ。明治29年（1896年）東京美術学校（現・東京藝術大学）に西洋画科が設置されると黒田清輝の推薦を受け3年生に編入し明治31年（1898年）7月卒業。卒業後は東京美術学校の研究生として学校に残った。
明治29年（1896年）に白馬会が黒田清輝らによって結成されると、その展覧会に第1回から第10回まで欠かさず作品を出展している。明治34年（1901年）第6回白馬会展で黒田清輝の『裸体婦人像』の下半分が布で隠される「腰巻き事件」が起きた際は、湯浅の作品『画室』も下半分を布で覆われる処置を受けた。明治36年（1903年）に大阪で開催された第5回内国勧業博覧会に同作品が出展されるにあたっては、黒田の助言によって布を書き加えている。
明治34年（1901年）出版の白馬会絵画研究所編による『美術講話』ではその装丁を行い、明治35年（1902年）に叔父湯浅吉郎が詩集『半月集』を出版すると、その表紙・裏表紙・口絵の装丁を手がけている。
明治38年（1905年）11月、ヨーロッパへの私費留学に出発する。ジブラルタル経由でスペインに渡り、アルヘシーラス、グラナダ、セビリアに滞在した後、マドリードのプラド美術館ではいくつかの作品を模写している。明治39年（1906年）に特にディエゴ・ベラスケスの『ラス・メニーナス』については「これを見たいためにまずスペインに行ったのであった。この部屋に入ったときは、これを見ればほかに絵を見る必要がないとまで思わせた」と語っている。スペインに1年半近く滞在した後、明治40年（1907年）の夏からパリ、モンパルナスのカンパーニュ・プリミエール通りに滞在を始める。同じ宿にはマドリード滞在中の湯浅を訪問した山下新太郎が滞在しており、翌年から同じ通りにアトリエを構えた高村光太郎は「湯浅氏は六畳敷位の光線の馬鹿に好い室に籠城している」（「出さずにしまった手紙の一束」『スバル』1910年7月）と記述している。
パリ到着後、明治40年7月から生巧館画塾以来の友人であった藤島武二とともに、ロンドン、ブリュッセル、ハールレム、ポツダム、ドレスデン、ウィーン等を回る。途中野口駿尾、武石弘三郎、東勝熊などと同道し、9月にパリに戻った。明治41年（1908年）の第2回文展にはパリで制作した『イスパニア国風景』を出品した。
明治42年（1909年）10月から11月にかけてイタリアのフィレンツェ、ローマ、ナポリなどを回った後エジプトのカイロに2週間余り滞在した後、12月9日に帰国の途につき、翌年1月、4年間に及んだ海外留学を終え無事帰国した。
大正2年（1913年）、朝鮮ホテルの壁画制作を山下新太郎とともに依頼され、同年朝鮮へ旅行している。
大正3年（1914年）には二科会の結成に参加。同年の第1回二科展から没後に遺作が出展された第18回二科展まで毎年作品を出展している。
昭和4年（1929年）には明治神宮聖徳記念絵画館に壁画番号67『赤十字社総会行啓』を納入している。
昭和6年（1931年）2月23日午前6時15分、胃癌により死去。葬儀は霊南坂教会で営まれた。

## 家族
湯浅一郎は妻2人と死別し、生涯に3度の結婚を経験している。
- 父　湯浅治郎（嘉永3年（1850年） - 昭和7年（1932年））
- 母　登茂子（嘉永5年（1852年） - 明治17年（1884））
  - 妻　税所小秀（明治6年（1873年） - 明治29年（1896年）） - 明治24年（1891年）結婚。小野英二郎の妻、税所小鶴の妹[13]。
    - 長女　浪江（明治26年（1893） - 明治27年（1894年））

  - 妻　園田納（明治9年（1876年） - 大正6年（1917年）） - 明治30年（1897年）結婚
    - 次女　肇（明治31年（1898年） - ）
    - 長男　太助（明治33年（1900年） - ）
    - 次男　源次（明治35年（1902年） - 明治35年（1902年））
    - 三女　琴（明治36年（1903年） - ）
    - 四女　輝（明治38年（1905年） - ）

  - 妻　石川ゆくゑ - 大正9年（1920年）結婚
    - 五女　ワカ（大正10年（1921年） - ）
    - 三男　新六（大正12年（1923年） - ）
    - 六女　トモ（昭和2年（1927年） - ）

## 主な作品

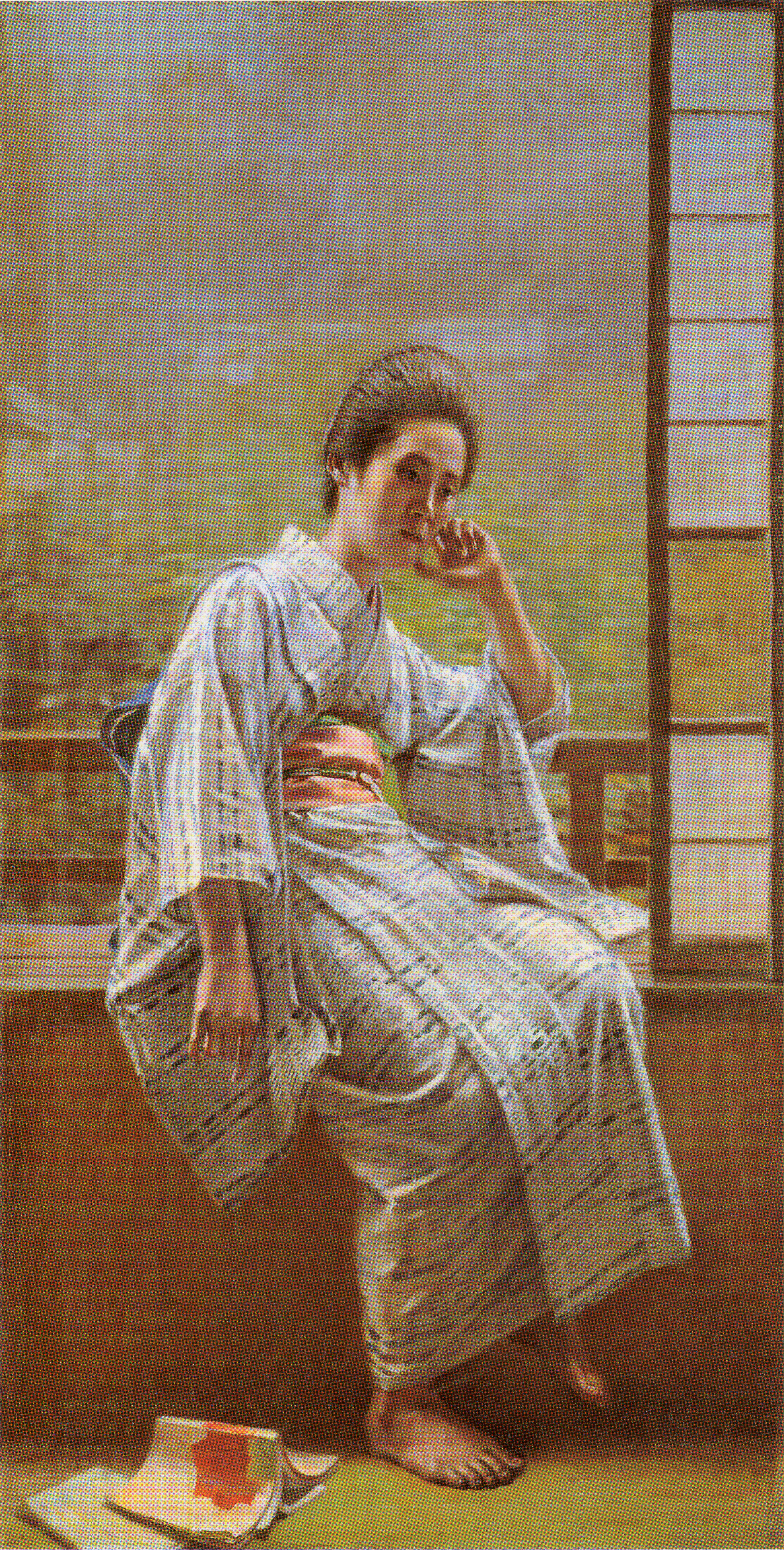
『徒然』(1904年、群馬県立近代美術館蔵)

- 画室[14] - 第6回白馬会展出展。群馬県立近代美術館蔵。
- 徒然 - 第9回白馬会展出展。当時の題は『つれづれ』。
- 村娘 - 第13回白馬会展出展。滞欧中の作品。1920年作の『誦経』という作品の下に隠されていたものが1974年に発見された[15]。
- 室内婦人像 - 遺作。

その他、新島襄の肖像画（安中教会）を描く。